# Gephyraspis
Gephyraspis là một chi bướm đêm thuộc phân họ Tortricinae của họ Tortricidae.

## Các loài
- Gephyraspis contranota Diakonoff, 1973
- Gephyraspis insolita Diakonoff, 1973
- Gephyraspis lutescens Diakonoff, 1960